# Tony Van der Heyden
Tony Van der Heyden (Antwerpen, 10 januari 1914 – aldaar, 11 mei 1966) was een Belgisch bariton/bas.
Hij kreeg zijn muziekopleiding aan het Conservatorium Gent. Hij maakte zijn debuut in de opera Der Tod Jesu van Carl Heinrich Graun bij de Koninklijke Vlaamse Opera in zijn geboortestad. In 1956 stapte hij over naar het operagezelschap in Gent. Hij was veelal op de Nationaal Instituut voor de Radio-omroep te beluisteren en gaf concerten in West-Europa. In 1958 richtte hij de Nederlandse Kameropera in Antwerpen op en werd er enige tijd leider van.
Hij werd begraven op Schoonselhof. Zijn stem is bewaard gebleven in een beperkt aantal opnamen, ook in het lichtere genre. Zijn beeld en stem is nog terug te vinden in een aantal films.